# Troxochrota
Troxochrota là một chi nhện trong họ Linyphiidae.